# Ян Ґудфелоу
Ян Ґудфелоу (англ. Ian J. Goodfellow) — дослідник, що працює в галузі машинного навчання, наразі працевлаштований в Apple Inc. як директор з машинного навчання в Групі Особливих Проєктів. До цього працював як науковець-дослідник в Google Brain. У його доробку кілька внесків в галузі глибокого навчання.
У 2017 MIT Technology Review записав Ґудфелоу до 35 новаторів молодших 35 років. У 2019 журнал Foreign Policy включив його в список 100 глобальних мислителів.